# 山本信人
山本 信人（やまもと のぶと、1963年12月15日 - ）は、日本の政治学者。慶應義塾大学法学部教授。専門は東南アジア地域研究。

## 略歴
千葉県生まれ。1987年慶應義塾大学法学部政治学科卒業。1989年上智大学大学院外国語研究科博士前期課程修了。1992年コーネル大学大学院政治学研究科修士課程修了。2011年同博士課程修了。同大学よりPh.D.（政治学）の学位取得。コーネル大ではベネディクト・アンダーソンに師事。
1994年慶應義塾大学法学部専任講師、1997年同助教授、2003年より同教授。

## 著書

### 共著
- （金子芳樹・板谷大世・高埜健・中野亜里）『東南アジア政治学――地域・国家・社会・ヒトの重層的ダイナミズム』（成文堂, 1997年／補訂版, 1999年）

### 編著
- 『多文化世界における市民意識の動態（11）多文化世界における市民意識の比較研究』（慶應義塾大学出版会, 2005年）
- 『東南アジアからの問いかけ』（慶應義塾大学出版会, 2009年）

### 共編著
- （添谷芳秀）『世紀末からの東南アジア――錯綜する政治・経済秩序のゆくえ』（慶應義塾大学出版会, 2000年）
- （唐木圀和・金子芳樹・後藤一美）『現代アジアの統治と共生』（慶應義塾大学出版会, 2002年）
- （関根政美）『海域アジア』（慶應義塾大学出版会, 2004年）
- （大石裕）『メディア・ナショナリズムのゆくえ――「日中摩擦」を検証する』（朝日新聞社[朝日選書], 2006年）
- （大石裕）『イメージの中の日本――ソフト・パワー論の視点から』（慶應義塾大学出版会, 2008年）
- （竹中千春・高橋伸夫）『現代アジア研究（2）市民社会』（慶應義塾大学出版会, 2008年）

## 訳書
- ベネディクト・アンダーソン『三つの旗のもとに――アナーキズムと反植民地主義的想像力』（NTT出版, 2012年）

## 論文

### 雑誌論文
- 「リム・ブーンケンによる『近代的中国人』の創造――『進歩』の時代における初期南洋華人ナショナリズム研究試論」『法学研究』68巻5号（1995年）
- 「『秩序と安寧』のために――新聞統制令からみた1930年代の蘭領東インド」『法学研究』68巻10号（1995年）
- 「メダンのロマン・ピチサン――1930年代末インドネシア文化地図と大衆小説をめぐる政治」『法学研究』68巻11号（1995年）
- 「『ウイ・チュタット回顧録』とインドネシア新秩序体制」『法学研究』69巻6号（1996年）
- 「反発と受容――蘭領東インドにおける憎悪扇動規定をめぐって」『法学研究』70巻3号（1997年）
- 「中スラウェシ州ポソ県政治の構造的特性――『宗教』暴動・造られた制度・2004年県議会選挙」『アジア研究』51巻2号（2005年）
- 「ジャワ島中部地震災害支援からみえてくるもの――日本のソフト・パワーに関する批判的考察」『法学研究』81巻3号（2008年）
- 「インドネシアの『反米』感情――外交・デモ・宗教の安全保障化」『法学研究』83巻3号（2010年）
- "Persbreidel in the l930s Netherlands Indies: its Targets and Practice."『法学研究』83巻12号（2010年）
- "Emerging Japan and Competing Print Market: Japan's Shadow in the 1930s Dutch Indies"『法学研究』84巻1号（2011年）

### 単行本所収論文
- 「国民国家の相対化へむけて」濱下武志・辛島昇編『地域史とは何か』（山川出版社, 1997年）
- 「変容する東南アジア――国家・都市・大衆文化の織りなす空間について」赤木完爾・添谷芳秀編『冷戦後の国際政治――実証・政策・理論』（慶應義塾大学出版会, 1998年）
- 「インドネシアの政治不安と社会統合――噴出した暴力は国家を分裂に導くのか」末廣昭・山影進編『アジア政治経済論――アジアの中の日本をめざして』（NTT出版, 2001年）
- 「複合社会の現地化と政治性」東アジア地域研究会・赤木攻・安井三吉編『講座東アジア近現代史（5）東アジア政治のダイナミズム』（青木書店, 2002年）
- 「インドネシアのナショナリズム」池端雪浦編『岩波講座東南アジア史（7）植民地抵抗運動とナショナリズムの展開』（岩波書店, 2002年）
- 「アジアにおけるリーダーシップと公共性」小林良彰・金泰昌編『公共哲学（14）リーダーシップから考える公共性』（東京大学出版会, 2004年）
- 「対ASEAN外交」国分良成編『中国の統治能力――政治・経済・外交の相互連関分析』（慶應義塾大学出版会, 2006年）
- 「東インドにおけるジャーナリスト空間と華人」慶應義塾大学法学部編『慶應の政治学 地域研究 慶應義塾創立一五〇年記念法学部論文集』（慶應義塾大学出版会, 2008年）
- "The Chinese Connection: Rewriting Journalism and Social Categories in Indonesian History", in Chinese Indonesians and Regime Change., edited by Marleen Dieleman, Juliette Koning and, Peter Post (Brill, 2010).
- 「東南アジアにおけるナショナリズムの多様性――越境的・周辺的ナショナリズムの展開と限界」和田春樹・後藤乾一・木畑洋一・山室信一・趙景達・中野聡・川島真　『岩波講座東アジア近現代通史（3）世界戦争と改造 1910年代』（岩波書店, 2010年）